# Izvor (gmina Žitorađa)
Izvor (cyr. Извор) – wieś w Serbii, w okręgu toplickim, w gminie Žitorađa. W 2011 roku liczyła 363 mieszkańców.